# Sikensi
Sikensi este o comună din regiunea Agnéby- tiassa, Coasta de Fildeș.